# 人中之龍5 實現夢想者
《人中之龍5 實現夢想者》（副标题又译作）是世嘉公司於2012年12月6日發售的PlayStation 3用遊戲。宣傳詞為「這樣生存方式讓男人們的血液開始騷動起來」。

## 概要
世嘉公司於2011年8月31日，由名越稔洋所率領的《人中之龍系列》作品的原班人馬，在「人中之龍工作室」的成立記者會中同時發表本作的製作消息。名越製作人表示會將整個《人中之龍》重新制作。
10月27日於官網中由玩家對遊戲中的登場都市（札幌、名古屋、大阪及福岡4個都市）進行投票，最終正式公佈以這些地方加上東京（神室町），共五個都市作為遊戲舞台。。
本作遊戲第三次採用多主角制(第二次是外傳of the end)，有五位主角，由桐生一馬當開頭作為第一章，冴島大河為第二章，澤村遙當第三前開頭(也是首次可以控制該角色)，秋山駿做為第三後開頭，增加新人品田辰雄當第四開頭，最後是五合一的最終章路線，澤村遙在操作上與其他主角不同
由於本作遊戲花經費提升系統，街道上的遊玩點數量為歷代作品中最大者。戰鬥及場景轉換更加流暢，相關操作也有改善。最終本作投入的開發時間是系列作至今為止的兩倍。所以在後面相關作品有些戰鬥素材與其他素材都是拿5代這邊參考用，甚至未來2017年推出重製版本的人中之龍 極2的本體就是拿5代作為基礎作改良，故在當時人龍5是集大成之作。
演出陣容有演員哀川翔、大東駿介、片瀨那奈、吹越滿、奧田瑛二，以及名廚川越達也客串演出。另外五位代表其城市的「人中之龍5酒店小姐」亦會各自出現在遊戲內所代表的城市之中。

## 故事大綱
2010年4月，從黑道組織「東城會」與「上野誠和會」之間的爭端引發一連串事件，隨著警界高層長久積存的弊端曝光，使事件以意外的結局收場。之後東城會在第六代會長堂島大吾的命令下進行改組，並與長久以來的宿敵，關西最大的黑道組織「近江連合」和解，使組織回復過去堅如磐石的體制。
隨著時間過去，在2012年12月，近江連合發佈第七代會長病危的消息，第七代會長一旦病死，可能會結束東城會與近江連合間的和平關係，進而引發東西全面戰爭。由於此舉將會影響到日本全國黑道，於是急於強化整個組織的東城會下了一個禁忌的決定——與已經在北海道、名古屋及福岡等大城市中發展許久的資深黑道組織聯手對抗近江連合，但這卻是一個前無古人的重大計畫，也是必須賭上性命跨越到別人「地盤」的危險工作。
堂島大吾為了避免大戰發生，捨棄關東第一大組織東城會之首的自尊，前往福岡進行交涉。但有人卻暗中策劃要以「某個男人的死亡」為契機，讓全國黑道組織捲入一場巨大戰爭中。隨著東城會這個巨大組織被動搖，一群原本「正在沉睡的男人們」亦因此覺醒。他們在福岡、大阪、札幌及名古屋等地，為了各自的道路與信念，以及一個少女的「夢想」，決定再次進入這場戰爭的旋渦之中，揭發這個以全國五大都市為舞台展開的陰謀。

## 登場人物
和《人中之龍4 傳說的繼承者》一樣，部分角色以配音的人物為原型來製作。

## 原有的與改進及追加的要素
打架戰鬥（ケンカアクション）
桐生與冴島和秋山在4代戰鬥風格強化，每個人都有自己的爆氣模式，桐生是怒龍的氣息(究極熱血模式的初期)，冴島是猛虎的心得(可抓人使敵方旋轉飛出去)，並新增反擊「龍墜」可於桐生古牧流「打虎」實力不相上下，秋山是連踢更順，然後爆氣空中強擊(用強烈的踢擊把敵人踢至空中，再連續重踹敵人的特技)，新角色品田是以打擊手加上4代的谷村部分動作，也善於抓技，品田是自創 流星擒抱(為扭抱敵人全力衝撞發動強烈的擒抱攻擊。扭抱後可衝撞牆壁、直接推倒或摔擲)，並為此將原有角色的動作全部重新製作。遊戲亦新增在戰鬥中，玩家滿足一定條件下就能夠不斷使出的「絕技」。
極道技（ヒートアクション）
除了在戰鬥中能夠使出外，還有各都市限定的「當地極道技」。另外也追加在滿足一定條件下才能夠發動的「高潮熱血技」。
天啓
本作天啓增加了其故事性，除了支線任務外，也能夠在戰鬥中學到天啟，但跟4代比較，5人最多就是學一個天啟技能。
戰鬥演出（バトル演出）
本作的無接縫戰鬥再度改進，街頭戰鬥除了不會只有戰鬥前的對話才出現聲音外，還能夠流暢地進行戰鬥。另外與強敵們的對戰也全部變成無接縫戰鬥。另外亦追加使出大絕技時會逃跑的敵人或是會呼叫同伴來戰鬥的敵人，敵人的反應變化也會跟著強化。
舞蹈戰鬥（ダンスバトル）
沒有戰鬥力的遙擁有與其他主角不同的戰鬥方式，那就是能夠以跳舞的方式來互相較勁的節奏遊戲；另外遙必須自己去找人進行尬舞比賽。
小遊戲
不但在5大都市中具備有各自特色的「酒店」及「當地小遊戲」，在「世嘉俱樂部」中，也收錄完整版的《VR快打2》及跨廠牌合作的《太鼓達人》供玩家遊玩。
酒店小姐
酒店小姐有五位，但這代選秀會的投票選出來的5位，但這5位不是當酒店小姐，而是另外擔當各個城市的任務支線小姐，另外是找真人製作，然後請專業聲優配音。
分別是福岡的博多永洲街的莉久(桐生專屬)、札幌月見野的輝夜(冴島專屬)、大阪蒼天堀的穂野香(秋山專屬)、名古屋錦榮町的詩音(品田專屬)、東京神室町的櫻咲日向(做完前面4個小姐之後的隱藏小姐，桐生專屬)。

## 別傳戲劇（アナザードラマ）
描述各個主角們在不同的地方及難以適應的環境中努力生存，而有別於主線劇情的支線故事，遊戲小組並且還為此製作了各種相對應的遊戲方式，根據工作人員的說法，「每部都是能夠與主線故事相提並論的支線故事」。
桐生一馬：「計程車司機」
在福岡永洲街「永洲車行」擔任計程車司機的桐生，雖然過著低調守法的生活，但某日卻被當地最強的街頭賽車集團「惡魔殺手」盯上，於是桐生為了打擊這個集團而被捲入這場高速戰鬥的世界中。
冴島大河：「狩獵和殺戮」
為了前往札幌而在月見野的雪山中不慎遇到意外的冴島，被一名住在小村落的獵人奧寺所救。冴島對於救了自己並且了解生命貴重的奧寺一直持續追蹤傳說的巨熊「山嵐」的背後原因產生興趣，為了要在這個極寒的雪山上生存，冴島必須與雪山中的各種野生動物進行一場生存的戰鬥。
澤村遙：「通往偶像的道路」
屬於大阪蒼天堀藝能事務所「鑽石椅」的偶像遙，為了成為關西No.1的偶像而參加「公主聯盟」選秀會，在不斷過關斬將而進入決賽時，面前卻出現了強大的對手。
品田辰雄：「一打席的代價」
住在名古屋錦榮町的前職棒選手品田，巧遇高中時代的棒球隊隊友白河，並因此捲入許多奇怪的擊球比賽。品田為了找回他一度放棄的職棒夢，決定開始與過去的自己進行孤獨的戰鬥。
秋山駿「無，跟澤村遙一起進行」
在大阪蒼天堀的秋山在這代沒有自己別傳支線故事，是與澤村遙故事一起進行。

## 劇中主要舞台
月見野
以札幌為舞台的街道。根據薄野大樓與札幌電視塔等建築物，原型被認為來自薄野。
錦榮町
以名古屋為舞台的街道。根據SUNSHINE SAKAE與名古屋電視塔等建築物，原型被認為來自榮。
永洲街
以福岡為舞台的街道。根據福博であい橋與屋台街等景點，原型被認為來自中洲。
蒼天堀
自從《2》以來第二次（包括《黑豹2》是第三次）、以及（0）代登場的大阪街道，探索範圍也大於前作。原型被認為來自道頓堀。
神室町
系列作中一直持續登場的東京大型娛樂街。探索範圍比前作縮小，但卻是本作中各個主角都能探索的街道。原型被認為來自歌舞伎町。

## 本作歌曲
本作歌曲皆由日本搖滾樂歌手冰室京介演唱。
- 主題曲：冰室京介（GOSPELS OF JUDAS）「Bloody Moon」（日本華納音樂）
- 插入曲：冰室京介「Still The One」（Polydor）
- 插入曲：冰室京介「So Far So Close」（Polydor）
- 插入曲：冰室京介「永遠 〜Eternity〜」（Polydor）
- 插入曲：冰室京介「Wild Romance」（東芝EMI）
- 插入曲：冰室京介「魂を抱いてくれ（nylon-guitar version）」（Polydor）
- 片尾曲：冰室京介「ダイヤモンド・ダスト」（Polydor）

## 實際企業
本作中包括以下真實存在的企業：
- 唐吉訶德
- 蟹道樂
- 頑固壽司
- 石屋製菓
- みよしのさっぽろ煎餃專賣店
- Seico mart超商
- エスワイフード(世界の山ちゃん)
- 山本屋本店
- 坂角総本舗
- 大國藥局
- 蓬莱
- 元祖たこ昌章魚燒
- ふくや
- ウエスト
- 博多華味鳥

## 評價
| 汇总媒体   | 得分                    |
| ---------- | ----------------------- |
| Metacritic | PS3: 83/100 PS4: 82/100 |

| 媒体            | 得分   |
| --------------- | ------ |
| Destructoid     | 8.5/10 |
| Game Revolution | [ 9 ]  |
| GamesRadar+     | [ 10 ] |
| GameSpot        | 8/10   |
| HardcoreGamer   | [ 12 ] |
| HobbyConsolas   | 93%    |
| Fami通          | 40/40  |

本作評價兩極，遊戲性方面獲得高度讚許，但本作漫遊模式內任何事情都無法繼承(在此模式完成任務或成就等，以同一模式開啟二周目時不繼承)，繼承僅限於正常劇情遊玩模式(除支線)。故事方面，多數玩家對於最終章四人互毆找內奸，與澤村遙在演唱會最後宣布引退等劇情給予負評。

## HD移植版
《人中之龍5 實現夢想者 HD》（ HD）為SEGA於2019年春季在PlayStation 4發售的遊戲軟體。
- 2018年5月24日宣布將在2019年6月20日於PlayStation 4上發售高解析度及高幀數化的移植版，也會支援繁體中文版。
- 2019年8月21日宣布將在2020年2月11日於歐美PlayStation 4上發售高解析度及高幀數化的移植版，因當時PS3的版本有些遊戲內容有做刪減，在這次是完全的補上，並如果買3-5的合輯，還會贈送PS3的封面版本，也會支援英文版。
- 2020年1月21日推出3、4、5 HD的合輯珍藏包在PlayStation 4。
- 在2020年12月11日美版人龍官方宣布3、4、5 HD的合輯珍藏包即將登入Steam，在2021年1月28日發行，可以單獨購買或與珍藏包一起買。

### 追加要素及更改(PS4版本)
- PlayStation 4版解析度為1080p（PlayStation 3版解析度為720p），PlayStation 4版FPS為60FPS（PlayStation 3版FPS為30FPS）。
- 當初在ps3的一些bug有做一些修正。
- 超商裡的漫畫有做一些調整。
- 小遊戲的棒球裡的寫真照片更換成別的照片。
- 放在倉庫的東西從原本200個上限改成無限制。
- 在當時ps3後續更新新增加的物品例如黃金獵槍與炸蝦球棒等新物品改成一周目全破關後，新增的物品會跟當時一周目全破贈送的8個禮包一起出現在超商或直美之家那邊才能領取。
- 在究極鬥技中的究極闘技5最後一關相澤聖人的一系列的戰鬥動畫取消。
- 調整小遊戲卓上曲棍球困難版本的發動熱血技能時，稍微加快qte的觸發速度。
- 包裝設計與PlayStation 3版本相比，如從單色包裝成為彩色包裝。

### 追加要素及更改(PC/XBOX版本)
因版權問題，所以主題曲換成其他的音樂。
新增可以更改圖像跟畫質與控制器按鈕跟聲音與載入跟退出遊戲跟回到介面等設定。
刪除柏青哥嫂兩個遊戲成就，但場景還在，小遊戲成就從31變成29。
刪除柏青哥嫂獎盃成就。

### 樂曲
本作歌曲皆由日本搖滾樂歌手冰室京介演唱。
- 主題曲：冰室京介（GOSPELS OF JUDAS）「Bloody Moon」（日本華納音樂）
- 插入曲：冰室京介「Still The One」（Polydor）
- 插入曲：冰室京介「So Far So Close」（Polydor）
- 插入曲：冰室京介「永遠 〜Eternity〜」（Polydor）
- 插入曲：冰室京介「Wild Romance」（東芝EMI）
- 插入曲：冰室京介「魂を抱いてくれ（nylon-guitar version）」（Polydor）
- 片尾曲：冰室京介「ダイヤモンド・ダスト」（Polydor）

### 評價
一般認為本作畫面質感有別於三與四代，跟人中之龍0與人中之龍極相似，是移植的三作中明顯感受到畫質提升的一部。遊戲性與劇情使本作獲得兩極評價。

## 外部連結
- （日語）人中之龍5 實現夢想者官方網站 （页面存档备份，存于）